# Beth Pearce

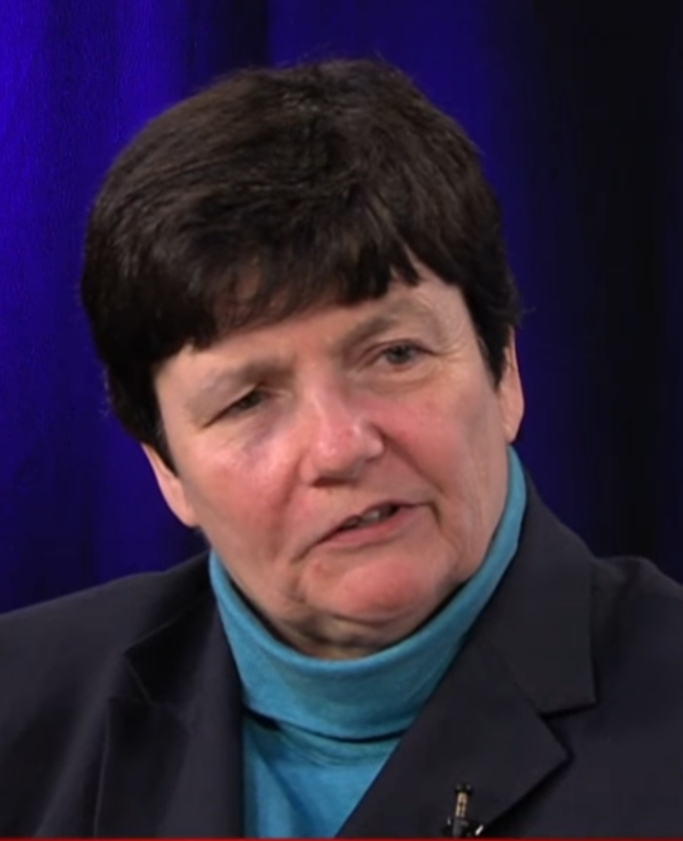
Beth Pearce

Beth Pearce, eigentlich Elisabeth A. Pearce (* etwa 1953 in West Springfield, Massachusetts), ist eine US-amerikanische Politikerin und amtierender State Treasurer von Vermont.

## Leben
Beth Pearce wurde in West Springfield, Massachusetts geboren. Sie und ihre Zwillingsschwester sind die ältesten von fünf Geschwistern. Pearce stammt aus einer politisch aktiven Familie. Ihre Großmutter kämpfte aktiv für das Frauenwahlrecht, ihr Vater gehörte dem Select Board und dem School Board an und kandidierte im Jahr 1960 erfolglos für den Senat. Sie machte ihren Bachelor an der University of New Hampshire. Sie war von 1999 bis 2003 Stellvertretende Treasurer für Cash Management in Massachusetts und arbeitete in den Stadtkämereien von Greenburg, New York und West Hartford Connecticut.
Seit 2003 war Pearce stellvertretender Treasurer von Vermont und wurde im Jahr 2011 von Gouverneur Peter Shumlin zum State Treasurer of Vermont als Nachfolgerin von Jeb Spaulding ernannt. Die Wiederwahl gewann sie im folgenden Jahr als Mitglied der Demokratischen Partei gegen die republikanische Kandidatin Wendy Wilton mit 52,3 %. Erneut wurde sie im Jahr 2014 mit 74,5 % gewählt.
Sie war Vizepräsident der National Association of State Treasurers und gehörte dem Exekutivkomitee des National Association of State Auditors, Comptrollers, and Treasurers an. Außerdem war sie Präsidentin der National Association of Unclaimed Property Administrators.
Pearce lebt in Barre. Sie ist geschieden, hat zwei Kinder und drei Enkelkinder.